# Bambieffekten
Bambieffekten – norweski film fabularny wyprodukowany w 2011 roku w reżyserii Øysteina Stene. Scenariusz został napisany przez Øysteina Stene i Lindę Gabrielsen.
Premiera filmu odbyła się 29 lipca 2011. Dużą część filmu kręcono w prywatnym domku w Hvasser w gminie Tjøme.
Jedną z piosenek znajdujących się w filmie jest utwór „Rock Chick Baby” zespołu Discorockers, którego wokalistką jest Viktoria Winge.

## Fabuła
Veronica i Cecilie poznają się w internecie. Zawierają pakt śmierci i udają się do letniego domku Veroniki z kamerą, aby udokumentować swoje ostatnie dni. Kiedy pojawiają się znajomi z sąsiedniego domku, okazuje się, że ich potrzeby i cele się od siebie różnią.

## Obsada
- Viktoria Winge – Cecilie
- Julia Schacht – Veronica
- Kristoffer Joner – Jonas
- Kim S. Falck-Jørgensen – Benjamin
- Knut Joner – Eirik
- Ane Dahl Torp – Reidun